# 強烈熱帶風暴瑪瑙 (2010年)
強烈熱帶風暴瑪瑙（国际编号：1009；JTWC编号：WP102010；菲律賓大氣地理天文部門：Henry），是2010年太平洋颱風季的一個熱帶氣旋。
「瑪瑙」是一種玉，名字則是由澳門在公元2000年時提供命名的。

## 發展歷史
2010年9月2日原位於關島西北方的熱帶低氣壓在凌晨增強為熱帶風暴，以時速15公里的速度朝西北偏西轉北的方向行徑，與先前的颱風圓規路徑相同，之後外圍雲系及暴風圈邊緣先影響日本琉球及中國沿海一帶，尤其是上海，最後朝韓國和日本而去。

## 外部連結
- （英文）http://www.usno.navy.mil/JTWC （页面存档备份，存于） 聯合颱風警報中心首頁
- （日語）http://www.jma.go.jp/jma/index.html （页面存档备份，存于） 日本氣象廳首頁
- （繁體中文）http://www.cwb.gov.tw （页面存档备份，存于） 中央氣象局首頁
- （英文）http://www.pagasa.dost.gov.ph/ （页面存档备份，存于） 菲律賓大氣地球物理和天文管理局首頁
- （繁體中文）http://www.hko.gov.hk （页面存档备份，存于） 香港天文台首頁
- （繁體中文）http://www.smg.gov.mo （页面存档备份，存于） 澳門地球物理暨氣象局首頁